# Joshua Jewett

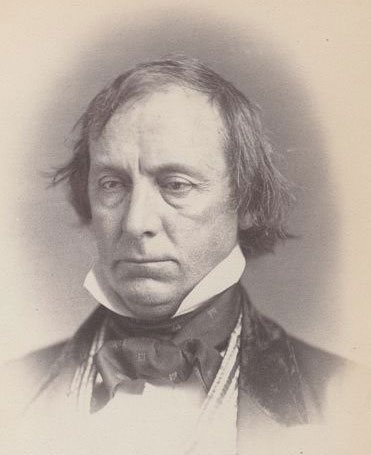
Joshua Jewett (1859)

Joshua Husband Jewett (* 30. September 1815 in Deer Creek, Harford County, Maryland; † 14. Juli 1861 in Elizabethtown, Kentucky) war ein US-amerikanischer Politiker. Zwischen 1855 und 1859 vertrat er den Bundesstaat Kentucky im US-Repräsentantenhaus.

## Werdegang
Joshua Jewett war der ältere Bruder von Hugh J. Jewett (1817–1898), der zwischen 1873 und 1874 den Staat Ohio im Kongress vertrat. Er besuchte die öffentlichen Schulen seiner Heimat. Nach einem anschließenden Jurastudium und seiner 1836 erfolgten Zulassung als Rechtsanwalt begann er in Elizabethtown in diesem Beruf zu arbeiten. Zeitweise war er auch Staatsanwalt im Hardin County.
Jewett war Mitglied der Demokratischen Partei. Bei den Kongresswahlen des Jahres 1854  wurde er im fünften Wahlbezirk von Kentucky in das US-Repräsentantenhaus in Washington, D.C. gewählt, wo er am 4. März 1855 die Nachfolge von Clement S. Hill von der Whig Party antrat. Nach einer Wiederwahl im Jahr 1856 konnte er bis zum 3. März 1859 zwei Legislaturperioden im Kongress absolvieren, die von den Ereignissen und Diskussionen im Vorfeld des Bürgerkrieges überschattet waren. Von 1855 bis 1857 war Jewett Vorsitzender des Ausschusses zur Kontrolle der Ausgaben des Kriegsministeriums; zwischen 1857 und 1859 leitete er den Rentenausschuss.
Im Jahr 1858 verlor Joshua Jewett gegen John Young Brown. Nach dem Ende seiner Zeit im US-Repräsentantenhaus praktizierte er wieder als Anwalt. Er starb am 14. Juli 1861 in Elizabethtown und wurde dort auch beigesetzt.